# Моргентой, Лейб
Лейб Моргентой (наст. имя Хонон-Лейб Сапожник; 20 июля 1905, Пинск — 25 мая 1979, Холон) — польско-израильский детский поэт. Писал на идише.

## Биография
Хонон-Лейб Сапожник родился 20 июля 1905 года в Пинске в рабочей семье. Учился в начальной религиозной школе, в общеобразовательной школе с преподаванием на идиш и иврите, а также на вечерних курсах. В тринадцать лет стал сапожником.
После вторжения нацистов в СССР в 1941, спасаясь бегством, вместе со своей семьёй оказался в Ташкенте. В 1947 вернулся в Польшу, жил в Лодзи, занимался литературной деятельностью. Работал в редакции газеты на идиш «Ди фолкс штиме» («Голос народа»). Писал на польском и русском языках, иврите и идише. В 1957 репатриировался с семьёй в Израиль, поселившись в Холоне.
Умер в Холоне 25 мая 1979 года.
Первые стихи были опубликованы в газетах Пинска и Вильно. Позже стихи печатались в журналах и газетах для детей на идише в Европе, Австралии, Израиле.

### Произведения
- «Аф полесер эрд» («На Полесской земле»), 1937;
- «Унтер полесер hимлен» («Под полесскими небесами»), 1941;
- «Руинен ин зун» («Развалины в солнце»), 1949;
- «Ба дер арбет клингт дос лид» («За работой звучит песня»), 1950.